# هری فریمن
هری فریمن (انگلیسی: Harry Freeman; ۷ فوریهٔ ۱۸۷۶ – ۵ اکتبر ۱۹۶۸) بازیکن هاکی روی چمن اهل بریتانیا بود.